# 道奇山
84°52′S 172°22′W / 84.867°S 172.367°W
道奇山（英語：Mount Dodge），是南極洲的冰川，位於杜費克海岸，海拔高度1,760米，流經奧拉夫王子山脈，由美國探險隊發現，現時由南極條約體系管理。